# Jaapia
Jaapia is het enige geslacht van schimmels binnen de orde Jaapiales.

## Soorten
Het geslacht bevat volgens de Index Fungorum twee soorten (peildatum november 2021):
| Soortnaam                                       | Auteur(s)                   | Publicatiejaar |
| ----------------------------------------------- | --------------------------- | -------------- |
| Jaapia argillacea (Krimpsporig broekboskorstje) | Bres.                       | 1911           |
| Jaapia ochroleuca (Langharig broekboskorstje)   | (Bres.) Nannf. & J. Erikss. | 1953           |